# محوطه دره اشکفت ۱
محوطه دره اشکفت ۱ مربوط به دوره ساسانیان - سده‌های اولیه دوران‌های تاریخی پس از اسلام است و در شهرستان کرمانشاه، بخش مرکزی، دهستان میان دربند، ۸۰۰ متری شمال غربی روستای چغاماران واقع شده و این اثر در تاریخ ۱۵ دی ۱۳۸۷ با شمارهٔ ثبت ۲۴۱۲۲ به‌عنوان یکی از آثار ملی ایران به ثبت رسیده است.